# سلالة أورونتيد
كانت سلالة أورونتيد -المعروفة أيضًا باسمها الأصلي إيرواندند أو يرفاندوني- سلالةً أرمنيةً وراثيةً من اصل فارسي  ، وحكمت هذه السلالة الدولة التي خلفت مملكة العصر الحديدي أورارتو (أرارات). فرض أفراد هذه السلالة سيادتهم على أرمينيا بحدود فترة غزوات شعوب السكوثيين والميديين في القرن السادس قبل الميلاد.
حكم أفراد سلالة أورونتيد أرمينيا بشكل متقطع خلال الفترة الممتدة بين القرنين السادس والثاني قبل الميلاد على الأقل؛ حكموا في البداية كملوك متحالفين مع روما أو ساترابات الإمبراطوريات الميدية والأخمينية الذين أسسوا مملكةً مستقلةً بعد انهيار الإمبراطورية الأخمينية، ثم أصبحوا لاحقًا ملوكًا لمملكتي صوفين وكوماجيني اللتين استسلمتا في نهاية المطاف للإمبراطورية الرومانية. حكم أفراد سلالة أورونتيد منذ عام 321 قبل الميلاد وحتى عام 428م، ليكونوا بذلك أول حكام لمملكة أرمينيا القديمة من بين أفراد السلالات الملكية الثلاثة التي مرت على المملكة.

## خلفية تاريخية
يذكر المؤرخون أن أصل السلالة يعود إلى الشعوب الإيرانية، ويقترحون (وإن لم يكن ذلك بشكل مباشر) وجود روابط عائلية بين سلالة أورونتيد والسلالة الأخمينية الحاكمة. شدد أفراد سلالة أورونتيد على نسبهم من الأخمينيين طوال فترة وجودهم من أجل تعزيز شرعيتهم السياسية.
اقترح رازميك بانوسيان وجود روابط زواج بين أفراد سلالة ييرفاندونيس وحكام بلاد فارس، وغيرها من الأُسر النبيلة الرائدة في أرمينيا.
يُعد اسم أورونتس (Orontes) الشكل الهيليني لأحد الأسماء المذكرة في اللغات الإيرانية؛ (Երուանդ) وهو إيرواند (Eruand) في اللغة الأرمنية القديمة. لم يوثق هذا الاسم سوى في اللغة اليونانية (Ὀρόντης). أما في اللغة الإيرانية القديمة (الأفستية) فالاسم هو (Auruuant) ويعني شجاع أو بطل، وفي اللغة البهلوية أو ما يُعرف بالفارسة الوسطى فهو (Arwand)، أما في الفارسية الحديثة اروند أو (Arvand). تُلفظ معظم النسخ اليونانية المختلفة للاسم في المصادر الكلاسيكية أورونتس (Orontes) أو أرواندس (Aruandes) أو أردواتس (Ardoates). وُثق وجود هذه السلالة منذ عام 400 قبل الميلاد على الأقل، ويظهر أنها حكمت في الأصل من أرمافير ولاحقًا ييرفاندشات. تسمى أرمافير «العاصمة الأولى لسلالة أورونتيد».
ما يزال الباحثون يناقشون التاريخ الدقيق لتأسيس سلالة أورونتيد حتى يومنا هذا، ولكن هناك إجماع على حدوث ذلك بعد تدمير السكوثيين والميديين لأورارتو نحو عام 612 قبل الميلاد.

## اللغة
ظلت الثقافة الفارسية والأرمنية المحلية العنصر الأقوى في مجتمع بلاد فارس والطبقات العليا فيه، على الرغم من الغزو الهلنستي له.
كانت الآرامية لغة إدارة الإمبراطورية، واستمر استخدامها في الوثائق الرسمية لعدة قرون. استُخدمت الكتابة المسمارية الفارسية القديمة في معظم النقوش. ذكر كسينوفون استعانته بمترجم فارسي للتحدث مع الأرمنيين، وإجابة بعض سكان القرى الأرمنية بالفارسية.
تشير النقوش اليونانية في أرمافير إلى استخدام الطبقات العليا للغة اليونانية باعتبارها إحدى لغاتهم الرئيسية. بدأ هيكل الحكومة بالتشبه بالمؤسسات اليونانية في ظل حكم إرفاند الأخير (أورونتس الرابع) نحو 210- 200 قبل الميلاد، واستُخدمت اليونانية كلغة البلاط الملكي. كان إرفاند قد أحاط نفسه بالنبلاء الهلنستيين وتبنى إنشاء مدرسة يونانية في أرمافير، عاصمة مملكة يرفاندوني.